# Aleurotrachelus rhamnicola
Aleurotrachelus rhamnicola là một loài côn trùng cánh nửa trong họ Aleyrodidae, phân họ Aleyrodinae.
Aleurotrachelus rhamnicola được Goux miêu tả khoa học đầu tiên năm 1940.